# Sudafrica ai Giochi della XXIX Olimpiade
Il Sudafrica ha partecipato ai Giochi della XXIX Olimpiade di Pechino, svoltisi dall'8 al 24 agosto 2008, con una delegazione di 134 atleti.

## Medaglie
| Medaglia | Atleta         | Sport            | Evento                  |
| -------- | -------------- | ---------------- | ----------------------- |
| Argento  | Khotso Mokoena | Atletica leggera | Salto in lungo maschile |

## Atletica leggera
| 200 m                 | Thuso Mpuang                                             | 20"87 | 6 | 21"04   | 7 |              |              |         |    |  |  |
| 800 m                 | Samson Ngoepe                                            |       |   | 1'47"42 | 5 |              |              |         |    |  |  |
| 800 m                 | Mbulaeni Mulaudzi                                        |       |   | 1'47"64 | 2 | 1'46"24      | 6            |         |    |  |  |
| 1500 m                | Juan van Deventer                                        |       |   | 3'36"32 | 1 | 3'37"75      | 6            | 3'34"77 | 7  |  |  |
| 400 metri ostacoli    | Alwyn Myburgh                                            |       |   | 48"92   | 3 | 49"16        | 5            |         |    |  |  |
| 400 metri ostacoli    | Pieter de Villiers                                       |       |   | 49"24   | 2 | 49"44        | 7            |         |    |  |  |
| 400 metri ostacoli    | L.J. van Zyl                                             |       |   | 48"86   | 2 | 48"57        | 3            | 48"42   | 5  |  |  |
| 3000 siepi            | Ruben Ramolefi                                           |       |   |         |   | 8'19"86      | 1            | 8'34"58 | 14 |  |  |
| Staffetta 4×100 metri | Hannes Dreyer Leigh Julius Ishmael Kumbane Thuso Mpuang  |       |   |         |   | non concluso | non concluso |         |    |  |  |
| Staffetta 4×400 metri | Ofentse Mogawane Alwyn Myburgh Pieter Smith L.J. van Zyl |       |   |         |   | 3'01"26      | 6            |         |    |  |  |

| Gara     | Atleta           | Tempo      | Posizione |
| -------- | ---------------- | ---------- | --------- |
| Maratona | Norman Dlomo     | 2h 24' 28" | 53        |
| Maratona | Hendrick Ramaala | 2h 22' 43" | 44        |

| Gara                   | Atleta                 | Qualificazioni | Qualificazioni | Finale | Finale |
| Gara                   | Atleta                 | Misura         | Pos.           | Misura | Pos.   |
| ---------------------- | ---------------------- | -------------- | -------------- | ------ | ------ |
| Salto in lungo         | Khotso Mokoena         | 8,14 m         | 4              | 8,24 m |        |
| Lancio del giavellotto | John Robert Oosthuizen | 76,16 m        | 19             |        |        |

| 200 m  | Isabel le Roux   | 23"67 | 7 |  |  |         |   |  |  |  |  |
| 400 m  | Tsholofelo Thipe |       |   |  |  | 54"11   | 6 |  |  |  |  |
| 1500 m | René Kalmer      |       |   |  |  | 4'08"41 | 7 |  |  |  |  |

| Gara                   | Atleta           | Qualificazioni | Qualificazioni | Finale | Finale |
| Gara                   | Atleta           | Misura         | Pos.           | Misura | Pos.   |
| ---------------------- | ---------------- | -------------- | -------------- | ------ | ------ |
| Lancio del disco       | Elizna Naudé     | 58,75 m        | 20             |        |        |
| Lancio del giavellotto | Justine Robbeson | 59,63 m        | 13             |        |        |

## Beach volley

### Torneo femminile
Il Sudafrica è stato rappresentato da Judith Augoustides e Vita Nel.
Fase a gironi
| 10 agosto | 18.00 | Goller - Ludwig              | 2-0 (21-12, 21-14) | Augoustides - Nel |
| 12 agosto | 11:00 | Koutroumanidou - Tsiartsiani | 2-0 (21-12, 21-8)  | Augoustides - Nel |
| 14 agosto | 10:00 | Xue - Zhang Xi               | 2-0 (21-13, 21-9)  | Augoustides - Nel |

| Pos. | squadra                               | G | W | P | Sv | Sp | Pf  | Ps  | Pts |
| ---- | ------------------------------------- | - | - | - | -- | -- | --- | --- | --- |
| 1    | Xue - Zhang Xi (Cina)                 | 3 | 3 | 0 | 6  | 1  | 139 | 105 | 6   |
| 2    | Goller - Ludwig (Germania)            | 3 | 2 | 1 | 4  | 2  | 119 | 102 | 5   |
| 3    | Koutroumanidou - Tsiartsiani (Grecia) | 3 | 1 | 2 | 3  | 4  | 127 | 120 | 4   |
| 4    | Augoustides - Nel (Sudafrica)         | 3 | 0 | 3 | 0  | 6  | 68  | 126 | 3   |

## Canoa/kayak
| Gara          | Atleta           | Batterie | Batterie | Semifinali | Semifinali | Finale | Finale |
| Gara          | Atleta           | Tempo    | Pos.     | Tempo      | Pos.       | Tempo  | Pos.   |
| ------------- | ---------------- | -------- | -------- | ---------- | ---------- | ------ | ------ |
| C1 500 metri  | Calvin Mokoto    | 2'03"372 | 7        | 2'12"226   | 9          |        |        |
| C1 1000 metri | Calvin Mokoto    | 4'33"887 | 7        | 4'26"650   | 7          |        |        |
| K1 500 metri  | Shaun Rubenstein | 1'37"686 | 5        | 1'44"154   | 4          |        |        |
| K1 1000 metri | Shaun Rubenstein | 3'36"134 | 5        | 3'36"969   | 4          |        |        |

| Gara         | Atleta                                                | Batterie | Batterie | Semifinali | Semifinali | Finale   | Finale |
| Gara         | Atleta                                                | Tempo    | Pos.     | Tempo      | Pos.       | Tempo    | Pos.   |
| ------------ | ----------------------------------------------------- | -------- | -------- | ---------- | ---------- | -------- | ------ |
| K1 500 metri | Jennifer Hodson                                       | 1'51"655 | 3        | 1'53"209   | 3          | 1'53"353 | 8      |
| K2 500 metri | Michele Eray Bridgitte Hartley                        | 1'43"341 | 8        | 1'47"018   | 8          |          |        |
| K4 500 metri | Michele Eray Jennifer Hodson Carol Joyce Nicola Mocke | 1'37"399 | 3        |            |            | 1'36"724 | 7      |

| Gara               | Atleta                         | Preliminari | Preliminari | Preliminari | Preliminari | Semifinali | Semifinali | Finale | Finale |
| Gara               | Atleta                         | Manche 1    | Manche 2    | Totale      | Pos.        | Tempo      | Pos.       | Tempo  | Pos.   |
| ------------------ | ------------------------------ | ----------- | ----------- | ----------- | ----------- | ---------- | ---------- | ------ | ------ |
| Slalom C1 maschile | Siboniso Cele                  | 162"51      | 100"42      | 262"93      | 16          |            |            |        |        |
| Slalom C2 maschile | Cameron McIntosh Cyprian Ngidi | 119"83      | 157"37      | 277"20      | 12          |            |            |        |        |

## Canottaggio
| Gara                               | Atleta                          | Batterie | Batterie | Ripescaggi | Ripescaggi | Quarti  | Quarti | Semifinali               | Semifinali | Finale  | Finale       |
| Gara                               | Atleta                          | Tempo    | Pos.     | Tempo      | Pos.       | Tempo   | Pos.   | Tempo                    | Pos.       | Tempo   | Pos.         |
| ---------------------------------- | ------------------------------- | -------- | -------- | ---------- | ---------- | ------- | ------ | ------------------------ | ---------- | ------- | ------------ |
| 2 senza maschile                   | Shaun Keeling Ramon di Clemente | 6'45"26  | 3        |            |            |         |        | 6'37"18                  | 3          | 6'47"83 | 5            |
| Singolo femminile                  | Hendrika Geyser                 | 8'20"26  | 4        |            |            | 7'44"14 | 4      | 7'59"69 (semifinale C/D) | 1          | 7'35"06 | 1 (finale C) |
| 2 di coppia pesi leggeri femminile | Catherine Shaw Alexandra White  | 7'20"51  | 6        | 7'48"04    | 4          |         |        |                          |            | 7'20"49 | 2 (finale C) |

## Ciclismo

### BMX
| Gara         | Atleta        | Qualificazione | Qualificazione | Quarti | Quarti | Semifinali | Semifinali | Finale       | Finale       |
| Gara         | Atleta        | Tempo          | Pos.           | Punti  | Pos.   | Punti      | Pos.       | Tempo        | Pos.         |
| ------------ | ------------- | -------------- | -------------- | ------ | ------ | ---------- | ---------- | ------------ | ------------ |
| BMX maschile | Sifiso Nhlapo | 36"428         | 13             | 6      | 1      | 8          | 2          | non concluso | non concluso |

### Su strada e Mountain bike
| Gara                     | Atleta                | Tempo        | Posizione    |
| ------------------------ | --------------------- | ------------ | ------------ |
| Corsa in linea maschile  | John-Lee Augustyn     | 6h 26'17"    | 27           |
| Corsa in linea maschile  | David George          | 6h 39'42"    | 80           |
| Corsa in linea maschile  | Robert Hunter         | non concluso | non concluso |
| Cronometro maschile      | David George          | 1h 07'55"    | 31           |
| Corsa in linea femminile | Cherise Taylor        | 3h 48"33     | 59           |
| Corsa in linea femminile | Marissa van der Merwe | 3h 33'17"    | 34           |
| Cross country maschile   | Burry Stander         | 2h 01"58     | 15           |
| Cross country femminile  | Yolande Speedy        | non concluso | non concluso |

## Ginnastica ritmica
| Atleta         | Qualificazioni | Qualificazioni | Qualificazioni | Qualificazioni | Qualificazioni | Qualificazioni | Finale | Finale  | Finale | Finale | Finale | Finale |
| Atleta         | Corda          | Cerchio        | Clavi          | Nastro         | Totale         | Pos.           | Corda  | Cerchio | Clavi  | Nastro | Totale | Pos.   |
| -------------- | -------------- | -------------- | -------------- | -------------- | -------------- | -------------- | ------ | ------- | ------ | ------ | ------ | ------ |
| Odette Richard | 13,975         | 13,950         | 13,800         | 13,775         | 55,500         | 23             |        |         |        |        |        |        |

## Hockey su prato

### Torneo maschile
La nazionale sudafricana si è qualificata per i Giochi vincendo il torneo preolimpico di Nairobi.

#### Squadra
La squadra era formata da:
- Andrew Cronje
- Ian Symons
- Austin Smith
- Bruce Jacobs (capitano)
- Darryn Gallagher
- Marvin Harper
- Emile Smith
- Clyde Abrahams
- Paul Blake
- Eric Rose-Innes
- Marvin Bam
- Geoffrey Abbott
- Thornton McDade
- Christopher Hibbert (portiere)
- Lungile Tsolekile
- Thomas Hammond

#### Prima fase
| 11 agosto | 21.00 | Paesi Bassi | 5-0  | Sudafrica     |
| 13 agosto | 08.30 | Sudafrica   | 0-10 | Australia     |
| 15 agosto | 21.00 | Sudafrica   | 0-2  | Gran Bretagna |
| 17 agosto | 18.00 | Pakistan    | 3-1  | Sudafrica     |
| 19 agosto | 18.00 | Canada      | 5-3  | Sudafrica     |

| Squadra       | P.ti | G | V | P | S | GF | GS | DR  |
| ------------- | ---- | - | - | - | - | -- | -- | --- |
| Paesi Bassi   | 13   | 5 | 4 | 1 | 0 | 16 | 6  | +10 |
| Australia     | 11   | 5 | 3 | 2 | 0 | 24 | 7  | +17 |
| Gran Bretagna | 8    | 5 | 2 | 2 | 1 | 10 | 7  | +3  |
| Pakistan      | 6    | 5 | 2 | 0 | 3 | 11 | 13 | -2  |
| Canada        | 4    | 5 | 1 | 1 | 3 | 10 | 17 | −7  |
| Sudafrica     | 0    | 5 | 0 | 0 | 5 | 4  | 25 | −21 |

#### Seconda fase
Finale 11º-12º posto

##### 11º e 12º posto
| Arbitro: | Rob Ten Cate (NED), Satinder Kumar (IND) |

|                           |           |                                   |
| Na 32' Song 53', 58', 85' | Marcatori | Tsolekile 3' Symons 63' Smith 70' |

### Torneo femminile
La nazionale sudafricana si è qualificata per i Giochi vincendo il torneo preolimpico di Nairobi.

#### Squadra
- Mariette Rix (portiere)
- Vuyisanani Mangisa (portiere)
- Kate Hector
- Taryn Hosking
- Cindy Brown
- Marsha Marescia (capitano)
- Shelley Russell
- Lisa-Marie Deetlefs
- Jenny Wilson
- Lesle-Ann George
- Vida Ryan
- Vidette Ryan
- Lenise Marais
- Kathleen Taylor
- Fiona Butler
- Tarryn Bright

#### Prima fase
| 10 agosto | 20.30 | Paesi Bassi   | 6-0 | Sudafrica |
| 12 agosto | 18.30 | Cina          | 3-0 | Sudafrica |
| 14 agosto | 20.30 | Sudafrica     | 0-3 | Australia |
| 16 agosto | 21.00 | Spagna        | 1-0 | Sudafrica |
| 18 agosto | 10.30 | Corea del Sud | 5-2 | Sudafrica |

| Squadra          | P.ti | G | V | P | S | GF | GS | DR  |
| ---------------- | ---- | - | - | - | - | -- | -- | --- |
| 1. Paesi Bassi   | 15   | 5 | 5 | 0 | 0 | 14 | 3  | +11 |
| 2. Cina          | 10   | 5 | 3 | 1 | 1 | 14 | 4  | +10 |
| 3. Australia     | 10   | 5 | 3 | 1 | 1 | 17 | 9  | +8  |
| 4. Spagna        | 6    | 5 | 2 | 0 | 3 | 4  | 12 | −8  |
| 5. Corea del Sud | 3    | 5 | 1 | 0 | 4 | 13 | 18 | −5  |
| 6. Sudafrica     | 0    | 5 | 0 | 0 | 5 | 2  | 18 | −16 |

#### Seconda fase
Finale 11º-12º posto
| Arbitro: | Lee Keum Ju (KOR), Carol Metchette (IRL) |

|                                                                       |           |                 |
| Marsha Marescia 14' Jennifer Wilson 24' Vida Ryan 51' Cindy Brown 59' | Marcatori | 17' Gemma Flynn |

## Judo
| Gara  | Atleta          | Tabellone principale                             | Tabellone principale                  | Tabellone principale | Tabellone principale | Tabellone principale | Ripescaggi | Ripescaggi | Ripescaggi | Ripescaggi |
| Gara  | Atleta          | Sedicesimi                                       | Ottavi                                | Quarti               | Semifinali           | Finale               | 1º turno   | Quarti     | Semifinali | Finale     |
| ----- | --------------- | ------------------------------------------------ | ------------------------------------- | -------------------- | -------------------- | -------------------- | ---------- | ---------- | ---------- | ---------- |
| 73 kg | Marlon August   | Saeed Al Qubaisi (Emirati Arabi Uniti) 1000-0000 | Leandro Guilheiro (Brasile) 0000-1001 |                      |                      |                      |            |            |            |            |
| 81 kg | Matthew Jago    | Robert Krawczyk (Polonia) 0000-0120              |                                       |                      |                      |                      |            |            |            |            |
| 90 kg | Patrick Tresize | Ivan Pershin (Russia) 0000-1000                  |                                       |                      |                      |                      |            |            |            |            |

## Lotta
| Gara  | Atleta          | Tabellone principale                 | Tabellone principale | Tabellone principale | Tabellone principale | Tabellone principale | Ripescaggi | Ripescaggi | Ripescaggi |
| Gara  | Atleta          | Sedicesimi                           | Ottavi               | Quarti               | Semifinali           | Finale               | Quarti     | Semifinali | Finale     |
| ----- | --------------- | ------------------------------------ | -------------------- | -------------------- | -------------------- | -------------------- | ---------- | ---------- | ---------- |
| 66 kg | Heinrich Barnes | Batzorig Buyanjav (Mongolia) 1-2,1-7 |                      |                      |                      |                      |            |            |            |

## Nuoto
| Gara                           | Atleta                                                              | Batterie | Batterie | Semifinali | Semifinali | Finale     | Finale |
| Gara                           | Atleta                                                              | Tempo    | Pos.     | Tempo      | Pos.       | Tempo      | Pos.   |
| ------------------------------ | ------------------------------------------------------------------- | -------- | -------- | ---------- | ---------- | ---------- | ------ |
| 50 m stile libero              | Gideon Louw                                                         | 22"17    | 16       | 21"97      | 13         |            |        |
| 50 m stile libero              | Roland Schoeman                                                     | 21"76    | 5        | 21"74      | 5          | 21"67      | 7      |
| 100 m stile libero             | Lyndon Ferns                                                        | 48"26    | 9        | 48"00      | 7          | 48"04      | 6      |
| 100 m stile libero             | Ryk Neethling                                                       | 49"28    | 30       |            |            |            |        |
| 200 m stile libero             | Jean Basson                                                         | 1'46"31  | 2        | 1'46"13    | 3          | 1'45"97    | 4      |
| 200 m stile libero             | Darian Townsend                                                     | 1'48"08  | 21       |            |            |            |        |
| 400 m stile libero             | Jean Basson                                                         |          |          | 3'52"90    | 30         |            |        |
| 1500 m stile libero            | Troy Prinsloo                                                       |          |          | 15'12"64   | 22         |            |        |
| 100 m dorso                    | Gerhard Zandberg                                                    | 53"75    | 5        | 53"98      | 11         |            |        |
| 100 m dorso                    | George Du Rand                                                      | 54"90    | 22       |            |            |            |        |
| 200 m dorso                    | George Du Rand                                                      | 1'58"62  | 13       | 1'58"61    | 13         |            |        |
| 100 m rana                     | William Diering                                                     | 2'10"39  | 8        | 2'10"21    | 12         |            |        |
| 100 m rana                     | Neil Versfeld                                                       | 2'10"50  | 9        | 2'10"06    | 9          |            |        |
| 100 m farfalla maschili        | Lyndon Ferns                                                        | 52"04    | 15       | 52"18      | 14         |            |        |
| 200 m misti                    | Darian Townsend                                                     | 1'59"22  | 10       | 1'59"65    | 11         |            |        |
| 400 m misti                    | Riaan Schoeman                                                      |          |          | 4'14"09    | 12         |            |        |
| Staffetta 4x100 m stile libero | Lyndon Ferns Roland Schoeman Ryk Neethling Darian Townsend          |          |          | 3'13"06    | 6          | 3'12"66    | 7      |
| Staffetta 4x200 m stile libero | Jean Basson Jan Venter Sebastien Rousseau Darian Townsend           |          |          | 7'10"91    | 8          | 7'13"02    | 8      |
| Staffetta 4x100 m misti        | Gerhard Zandberg Cameron van der Burgh Lyndon Ferns Darian Townsend |          |          | 3'34"16    | 7          | 3'33"70    | 7      |
| 10 km                          | Chad Ho                                                             |          |          |            |            | 1h 52'13"1 | 9      |

| Gara                           | Atleta                                                       | Batterie | Batterie | Semifinali | Semifinali | Finale     | Finale |
| Gara                           | Atleta                                                       | Tempo    | Pos.     | Tempo      | Pos.       | Tempo      | Pos.   |
| ------------------------------ | ------------------------------------------------------------ | -------- | -------- | ---------- | ---------- | ---------- | ------ |
| 50 m stile libero              | Lize-Mari Retief                                             | 25"44    | 26       |            |            |            |        |
| 100 m stile libero             | Lize-Mari Retief                                             | 55"17    | 21       |            |            |            |        |
| 200 m stile libero             | Melissa Corfe                                                | 2'00"95  | 33       |            |            |            |        |
| 400 m stile libero             | Melissa Corfe                                                |          |          | 4'10"54    | 17         |            |        |
| 400 m stile libero             | Wendy Trott                                                  |          |          | 4'08"38    | 12         |            |        |
| 800 m stile libero             | Wendy Trott                                                  |          |          | 8'26"21    | 9          |            |        |
| 200 m dorso                    | Melissa Corfe                                                | 2'12"64  | 22       |            |            |            |        |
| 100 m rana                     | Suzaan van Biljon                                            | 1'07"55  | 5        | 1'09"56    | 16         |            |        |
| 200 m rana                     | Suzaan van Biljon                                            | 2'25"51  | 9        | 2'28"45    | 15         |            |        |
| 100 m farfalla                 | Lize-Mari Retief                                             | 58"20    | 8        | 58"63      | 12         |            |        |
| 100 m farfalla                 | Mandy Loots                                                  | 58"61    | 18       |            |            |            |        |
| 200 m farfalla                 | Katherine Meaklim                                            | 2'09"41  | 16       | 2'11"74    | 16         |            |        |
| 200 m misti                    | Jessica Pengelly                                             | 2'15"80  | 25       |            |            |            |        |
| 400 m misti                    | Katherine Meaklim                                            |          |          | 4'37"11    | 10         |            |        |
| 400 m misti                    | Jessica Pengelly                                             |          |          | 4'41"04    | 21         |            |        |
| Staffetta 4x100 m stile libero | Melissa Corfe Wendy Trott Mandy Loots Katheryn Meaklim       |          |          | 3'51"14    | 15         |            |        |
| Staffetta 4x100 m misti        | Melissa Corfe Suzaan van Biljon Mandy Loots Lize-Mari Retief |          |          | 4'04"20    | 12         |            |        |
| 10 km                          | Natalie du Toit                                              |          |          |            |            | 2h 00'49"9 | 16     |

## Pugilato
| Gara       | Atleta         | Sedicesimi                     | Ottavi | Quarti | Semifinali | Finale |
| ---------- | -------------- | ------------------------------ | ------ | ------ | ---------- | ------ |
| Pesi mosca | Jackson Chauke | Anvar Yunusov (Tagikistan) 1-9 |        |        |            |        |

## Scherma
| Gara              | Atleta                                | Turno 1                            | Sedicesimi | Ottavi | Quarti     | Semifinali | Finale |
| ----------------- | ------------------------------------- | ---------------------------------- | ---------- | ------ | ---------- | ---------- | ------ |
| Spada individuale | Sello Maduma                          | Kim Seung Gu (Corea del Sud) 12-15 |            |        |            |            |        |
| Spada individuale | Dario Torrente                        | Joaquim Videira (Portogallo) 10-15 |            |        |            |            |        |
| Spada individuale | Mike Wood                             | Bogdan Nikishyn (Ucraina) 7-15     |            |        |            |            |        |
| Spada a squadre   | Sello Maduma Dario Torrente Mike Wood |                                    |            |        | Cina 28-45 |            |        |

| Gara                 | Atleta                                                 | Turno 1                      | Sedicesimi | Ottavi | Quarti           | Semifinali | Finale |
| -------------------- | ------------------------------------------------------ | ---------------------------- | ---------- | ------ | ---------------- | ---------- | ------ |
| Sciabola individuale | Jyoti Chetty                                           | Azza Besbes (Tunisia) 2-15   |            |        |                  |            |        |
| Sciabola individuale | Adele du Plooy                                         | Halyna Pundyk (Ucraina) 7-15 |            |        |                  |            |        |
| Sciabola individuale | Elvira Wood                                            | Sandra Sassine (Canada) 2-15 |            |        |                  |            |        |
| Sciabola a squadre   | Elvira Wood Jyoti Chetty Adele du Plooy Shelley Gosher |                              |            |        | Stati Uniti 8-45 |            |        |

## Sollevamento pesi
| Gara  | Atleta         | Strappo | Strappo | Slancio | Slancio | Totale | Posizione |
| Gara  | Atleta         | Ris.    | Pos.    | Ris.    | Pos.    | Totale | Posizione |
| ----- | -------------- | ------- | ------- | ------- | ------- | ------ | --------- |
| 77 kg | Darryn Anthony | 135     | 24      | 160     | 22      | 295    | 22        |

## Tennis
| Gara               | Atleta                      | Trentaduesimi                | Sedicesimi                                        | Ottavi | Quarti | Semifinali | Finale |
| ------------------ | --------------------------- | ---------------------------- | ------------------------------------------------- | ------ | ------ | ---------- | ------ |
| Singolare maschile | Kevin Anderson              | Komlavi Loglo (Togo) 6-3 6-2 | Nicolas Kiefer (Germania) 4-6 7-64 4-6            |        |        |            |        |
| Doppio maschile    | Kevin Anderson Jeff Coetzee |                              | Nicolás Almagro David Ferrer (Spagna) 6-3 3-6 4-6 |        |        |            |        |

## Tiro
| Gara                          | Atleta            | Qualificazioni | Qualificazioni | Finale    | Finale |
| Gara                          | Atleta            | Punteggio      | Pos.           | Punteggio | Pos.   |
| ----------------------------- | ----------------- | -------------- | -------------- | --------- | ------ |
| Carabina 50 metri 3 posizioni | Esmari Van Reenen | 578            | 16             |           |        |
| Trap                          | Diane Swanton     | 57             | 17             |           |        |

## Tiro con l'arco
| Gara                 | Atleta         | Turno di qualificazione | Turno di qualificazione | Turno 1                                      | Turno 2 | Ottavi | Quarti | Semifinali | Finale |
| Gara                 | Atleta         | Punteggio               | Pos.                    | Turno 1                                      | Turno 2 | Ottavi | Quarti | Semifinali | Finale |
| -------------------- | -------------- | ----------------------- | ----------------------- | -------------------------------------------- | ------- | ------ | ------ | ---------- | ------ |
| Individuale maschile | Calvin Hartley | 654                     | 37                      | Juan Carlos Stevens (Cuba) 107(+18)-107(+19) |         |        |        |            |        |

## Triathlon
| Gara           | Atleta       | Nuoto  | Ciclismo  | Corsa  | Tempo totale | Posizione |
| -------------- | ------------ | ------ | --------- | ------ | ------------ | --------- |
| Gara femminile | Mari Rabie   | 19'54" | 1h 06'30" | 42'01" | 2h 09'28"02  | 43        |
| Gara femminile | Kate Roberts | 19'58" | 1h 06'26" | 38'02" | 2h 05'33"24  | 32        |

## Tuffi
| Gara               | Atleta       | Preliminari | Preliminari | Semifinale | Semifinale | Finale | Finale |
| Gara               | Atleta       | Punti       | Pos.        | Punti      | Pos.       | Punti  | Pos.   |
| ------------------ | ------------ | ----------- | ----------- | ---------- | ---------- | ------ | ------ |
| Trampolino 3 metri | Jenna Dreyer | 210,90      | 28          |            |            |        |        |

## Vela
| Gara    | Atleta                                 | Regata | Regata | Regata | Regata | Regata | Regata | Regata | Regata | Regata     | Regata     | Regata | Punteggio | Pos. |
| Gara    | Atleta                                 | 1      | 2      | 3      | 4      | 5      | 6      | 7      | 8      | 9          | 10         | M      | Punteggio | Pos. |
| ------- | -------------------------------------- | ------ | ------ | ------ | ------ | ------ | ------ | ------ | ------ | ---------- | ---------- | ------ | --------- | ---- |
| Yngling | Penny Lynn Dominique Provoyeur Kim Rew | 13     | 10     | 11     | 2      | 12     | 8      | 13     | 7      | cancellate | cancellate |        | 63        | 12   |